# Połączenie bagnetowe
Połączenie bagnetowe – rodzaj połączenia elementów w metalurgii. 
Rodzaj połączenia śrubowego, które często stosuje się w różnych częściach broni, takich jak np. mechanizm ryglowany. Jest to rodzaj połączenia śrubowego, przy którym gwinty są ścięte na części powierzchni obu łączonych elementów. Takie połączenie następuje w wyniku nasunięcia współosiowego na siebie elementów i obrócenia o pewien kąt jednego względem drugiego. Umożliwia ono szybkie złączanie oraz rozłączanie elementów, a również zabezpiecza je przed ich przesuwaniem się.